# Lloyd Charmers
Lloyd Charmers, geboren als Lloyd Tyrell (Kingston, 1938 - Londen, 27 december 2012) was een Jamaicaanse reggae- en skazanger, toetsenist en platenproducent.

## Carrière
Charmers professionele carrière begon in 1962, toen hij optrad als The Charmers met Roy Willis in Vere Johns' Talent Hour en startte kort daarna een platencarrière. Toen The Charmers zich opsplitsten, vervoegde Charmers zich bij Slim Smith en Martin Jimmy Riley bij The Uniques. Vervolgens startte hij een solocarrière, bracht twee albums uit in 1970 en nam ook nummers op als Birth Control en het album Censored. Deze vrij riskante uitjes werden uitgebracht onder zijn echte naam of als Lloydie & The Lowbites.
Hij was ook kortstondig een lid van The Messengers, een kort bestaande superband met Ken Boothe, B.B. Seaton en Busty Brown.
Hij richtte begin jaren 1970 zijn eigen label Splash Records op en werd platenproducent. Producties door hem waren opmerkelijk voor hun geavanceerde arrangementen. Met zijn sessieband The Now Generation produceerde hij artiesten als Ken Boothe (inclusief sommige van Boothe's meest succesvolle solopublicaties van deze tijd, zoals zijn cover van Everything I Own van David Gates, B.B. Seaton, The Gaylads en Lloyd Parks.
Hij verkaste later naar het Verenigd Koninkrijk, waar hij verder ging met opnemen en produceren in verschillende stijlen, van lovers rock tot disco.
In 1980 had de Britse skaband The Specials een hit met Too Much Too Young, een bewerking van Charmers' song Birth Control (1969).

## Overlijden
Lloyd Charmers overleed op 27 december 2012 in Londen aan de gevolgen van een hartinfarct tijdens het rijden.

## Discografie

### Albums
- 1970: Reggae Charm (Trojan Records) (met Byron Lee & the Dragonaires)
- 1970: Reggae Is Tight (Trojan Records)
- 1972: Censored (Lowbite) (als Lloydie & The Lowbites)
- 1973: Charmers In Session (Trojan Records)
- 1974: Wildflower Original Reggae Hits (Trojan Records)
- 1975: Too Hot To Handle (Wildflower)
- 1980: Golden Days (Sarge)
- 1982: Sweet Memories (Echo)

- Bibliothèque nationale de France: cb146520426 (data)
- International Standard Name Identifier: 0000 0000 4619 0875
- Library of Congress Control Number: no98006745
- MusicBrainz: 33f8a76e-057a-4d37-b49a-12b46fb71c7a
- Système universitaire de documentation: 162505647
- Virtual International Authority File: 230149106239268491932